# Tronchoy (Yonne)
 Tronchoy  es una comuna y población de Francia, en la región de Borgoña, departamento de Yonne, en el distrito de Avallon y cantón de Flogny-la-Chapelle.
Su población en el censo de 1999 era de 157 habitantes.
Está integrada en la Communauté de communes du Tonnerrois .

## Demografía
| 198 | 185 | 180 | 172 | 155 | 157 |
| Para los censos de 1962 a 1999 la población legal corresponde a la población sin duplicidades (Fuente: INSEE [Consultar]) |     |     |     |     |     |